# Karel Pirner
Karel Pirner (15. ledna 1899, Smíchov (dnes Praha) – 15. září 1976, Praha) byl český spisovatel a technik. Psal též pod pseudonymem Rena nebo Ing. Rena

## Život

### Mládí a vzdělání
Karel Pirner byl syn malíře a profesora na Akademii výtvarných umění Maxmiliána Pirnera (1854–1924) a jeho manželky Josefy, rozené Pintzové (1867–1942). Byl nejmladší ze tří dětí. Střední školu absolvoval nejprve na reálném gymnáziu na Smíchově, dokončil maturitou v Mělníku roku 1918.
Od roku 1918 studoval na ČVUT stavební inženýrství. Jeho studia, která prodloužila vojenská služba a zaměstnání, ukončil s vyznamenáním v prosinci 1927. Po promoci pracoval do roku 1929 jako stavební inženýr na Vysokém učení technickém a v soukromých firmách, zejména na projektech okresních silnic; rok byl zaměstnán na Zemském správním výboru v Praze.

### Záliba v motorismu
Již jako student přispíval do časopisů Studentská turistika, Motocykl a Motor revue, kde uplatňoval svoji zálibu v motorismu. Tato záliba se projevila i v jeho pozdějších knihách pro mládež, do kterých vkládal návody, jak opravovat a udržovat motocykly. (Např. do chlapeckého románu Tajemný motocykl ve Vlčích jamách vložil podrobný popis motokola Jawa 100, včetně názorných výkresů a popisu funkce dvoutaktního motoru s vyobrazeními.) Byl též redaktorem podnikového časopisu Jawa.

### Odborník v hydraulickém výzkumu
Karel Pirner byl jedním z prvních vědeckých pracovníků v hydraulickém výzkumu v ČSR, svou specializaci na výstavbu přehrad propagoval i v rozhlase. V srpnu 1929 nastoupil do státního výzkumného ústavu hydrologického a hydrotechnického v Praze-Podbabě, do vodní laboratoře. Stal se vedoucím provozním inženýrem této laboratoře a vykonával práce pro projekty údolních přehrad Slapy, Vrané a dalších. V letech 1934–1948 pracoval na ministerstvech (veřejných prací, dopravy a techniky, techniky). V roce 1945 stal zástupcem přednosty přehradního oddělení. Od července 1946 kontroloval na ministerstvu techniky projekty a stavby vodních děl před schválením. K 31. květnu 1948 byl dán na vlastní žádost ze zdravotních důvodů do výslužby. Odbornou znalost přehrad zužitkoval v románu Přehrada na Velké řece.
Po krátkém invalidním důchodu byl zaměstnán ve stavebních firmách (pozdější Ingstav Praha, n. p.). Od roku 1952 byl projektantem v železničním projektovém ústavu SUŽEL, který byl v listopadu 1953 přeměněn na Státního ústavu dopravního projektování (SÚDOP).

### Závěr života
Zemřel v Praze, je pochován na pražských Olšanských hřbitovech, část 005, odd. 17, hrob 175.

### Rodina
V prosinci 1927 se oženil s Marií Jelínkovou. Prof. Ing. Miroš Pirner, DrSc., dr.h.c. (vědecký pracovník a bývalý ředitel Ústavu teoretické mechaniky, 1928–2022) byl jejich syn.

## Dílo

### Časopisecké příspěvky
Pod pseudonymem Ing. Rena přispíval články o motocyklismu do týdeníku Pestrý týden. a do Národních listů Tisk zveřejnil i jeho vzpomínky na otce Maxmiliána Pirnera a matku Josefu.

### Knihy pro mládež
- Tajemný motocykl ve Vlčích jamách (Dobrodružný román pro budoucí statečné muže o motocyklech, policejním psu, dvou hrdinech, holčičce a jiných důležitých věcech a lidech, pod pseudonymem Rena ; ilustroval Emil Posledník, obálka Zdeněk Burian], Praha, Ústřední nakladatelství a knihkupectví učitelstva českoslovanského, 1938)
- Přehrada na Velké řece (Technický román pro mládež, ilustrace Evžen Weidlich, v Praze, Jos. R. Vilímek, 1947)
- Tajemný motocykl ve Vlčích jamách (pseudonym Ing. Rena, ilustroval Emil Posledník, Praha, Komenium, 1947)
- Motocykl z podzemí (Román pro mládež, příběh z dob odboje, v Praze, Jos. R. Vilímek, 1948)

### Nevydáno
- Démon lásky (Strojopis nevydaného díla o otci, malíři Maxmiliánu Pirnerovi; uložen v SOA Plzeň)[15]

## Zajímavost
Soubor výkresů Karla Pirnera Komorové plavidlo z let 1922–1923 je uložen v Archivu Národního technického muzea, v části Výkresy ČVUT.